# غوستاف إيفل
ألكساندر غوستاف إيفل (لقب عائلته بونيكهوسن Bônickhausen) بالفرنسية (Alexandre Gustave Eiffel) هو مهندس ومعماري فرنسي، ولد في 15 ديسمبر 1832، وتوفي في 27 ديسمبر 1923 عن عمر يناهز 91 عاما. اشتهر بتصميم المنشآت المعدنية - سواء كانت كباري أو سكك حديدية - لكن أشهرها على الإطلاق كل من تمثال الحرية في نيو يورك وبرج إيفل - الذي حمل عنه اسمه منذ عام 1889 وحتى يومنا هذا.

## حياته
ولد غوستاف إيفل في مدينة ديجون شرق فرنسا تحديدا في castle مدرسة lycée de castel كان والده ضابط في الجيش الفرنسي عام 1811 أصبح سكرتير إدارة المونة للجيش في مدينة ديجون وتزوج والده من Catherine mèlanie moneuse عام 1824 وكان والدها يعمل مقاول أخشاب.
دخل غوستاف مدرسة collège sainte-barbe قبل أن يسجل في مدرسة (polytechnique). وأتم تعليمه وهو في الثالثة والعشرين من عمره بالمدرسة المركزية للفنون والصناعة (بالفرنسية: École Centrale des Arts et Manufactures)، وذلك في عام 1855، وهو نفس العام التي استضافت فيه باريس أول معرض دولي علي أرضها.
بعد عدة شهور من عمله في مدينة forges de châtillion-sur-seine ثم بعد ذلك في companies des chemins de fer de l'ouset قابل غوستاف إيفل عام 1856 شارل نيبف (charle neveu) الذي يتخصص في الابنية الحديدية. ثم بعد ذلك أثبت غوستاف موهبته وأول عمل قام به هو passerelle Eiffel في مدينة Bordeaux في عام 1858بمشاركة Paul règnauld وكان عمره آنذاك 26 عام.
بدأ إيفل حياته المهنية بالعمل في جنوب غرب فرنسا، حيث أمضي عده سنوات في كمهندس للإشراف على الأعمال الهندسية لصالح السكك الحديدية الفرنسية، ومن خلال هذه الوظيفة شارك في بناء كوبري السكة الحديدية في بوردو (بالفرنسية: Bordeaux) في عام 1864.
تم زيادة اسم «إيفل» من قبل أسلافه الألمان، الذين استقروا في باريس في أوائل القرن الثامن عشر لأن الفرنسيين لا يستطيعون نطق اسم عائلته الحقيقي، Bönickhausen.

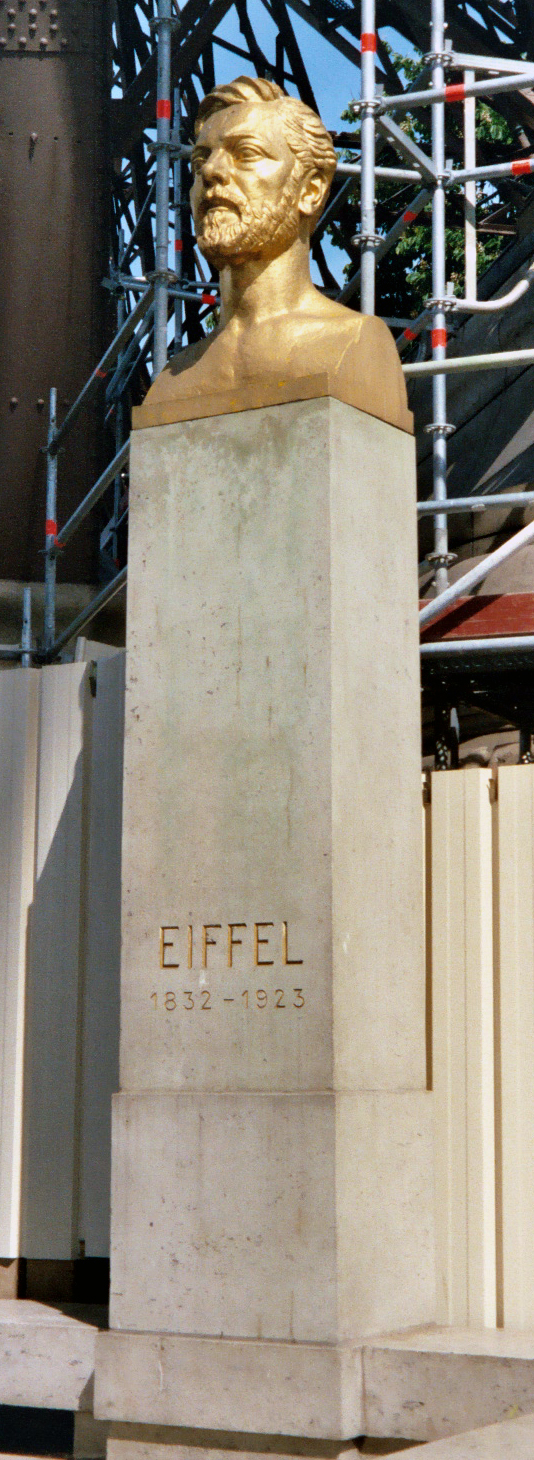
تمثال نصفي لغوستاف إيفل على قاعدة إسمنتية ببرج إيفل

في الفترة بين عامي 1864-1866، شارك إيفل في دراسات عن قناة السويس المصرية. ولاحقا في عام 1866 قام بتأسيس مكتبه الهندسي الخاص، والذي من خلاله بدأ القيام بتنفيذ العديد من المنشآت المعدنية - بخاصة الكباري - في دول مختلفة مثل البرتغال، إسبانيا، رومانيا، وفرنسا.
في عام 1876، ذاع صيته حينما تم اختيار تصميمه الذي تقدم به للمسابقة الدولية لتصميم وبناء كوبري نهر دورو (بالبرتغالية: Douro) في البرتغال. وقد تم اختيار التصميم لتميزه من ناحية الجمال، ورخص تكلفة إنشائه - مقارنة بالتصميمات الأخرى التي تقدمت لهذه المسابقة - بالإضافة إلى تطبيقه لنظريات جديدة في الهندسة الإنشائية القائمة على اكتشافات ماكسويل في 1864. وقد قام بافتتاح هذا الكوبري في 1877 كل من لويس الأول (بالبرتغالية: Luis I) ملك البرتغال وماريا بيا (بالبرتغالية: Maria Pia) ملكة البرتغال، وقد سُمّي الكوبري على اسمها. ظل هذا الكوبري يعمل حتى عام 1991 - أي لمده 114 عام - حيث جرى استبداله.
في عام 1900 قام بتصميم مبنى لاروش (بالفرنسية: La Ruche)، وهو مبنى دائري مؤلف من ثلاثة طوابق، أنشىء بصورة مؤقته كروتاندا لحفظ الخمر في المعرض الدولي الذي أُقيم بباريس عام 1900، وقد أصبح هذا المبنى - بدوره - أحد المعالم الأثرية للمدينة اليوم.

## إيفيل وشركاؤه
تمكن إيفيل في نهاية عام 1866 من اقتراض ما يكفي من المال لإنشاء ورش عمل خاصة به في شارع 48 فوكيه في لوفالوا- بيري. كانت أول مهمة بالنسبة له عبارة عن جسرين لخط السكك الحديدية بين ليون وبوردو، وبدأت الشركة أيضًا العمل في بلدان أخرى، إذ تضمن هذا العمل كاتدرائية القديس مرقس في أريكا، بيرو وهي عبارة عن مبنى مسبق الصنع، صُنع بكامله من المعدن في فرنسا وشُحن إلى أمريكا الجنوبية على شكل قطع جُمعت في الموقع، في البداية كان المقصد مدينة أنكون، على الشاطئ بالقرب من ليما، ولكن حكومة البيرو برئاسة الرئيس خوسيه بالتا غيّرت الوجهة النهائية إلى أريكا، لأن الكنيسة القديمة دمٌرت بسب زلزال وقع في 13 أغسطس من عام 1868. لهذا السبب، طلبت لجنة من سيدات أريكا من بالتا نقل هيكل إيفل إلى أريكا.
في 6 أكتوبر من عام 1868، دخل في شراكة مع ثيوفيل سيريغ، وهو كإيفل خريج المدرسة المركزية، فشكلا شركة إيفيل وشركائه. مُنحت الشركة في عام 1875 عقدين مهمين، الأول لمحطة نيوغاتي لسكة حديد بودابست من فيينا إلى بودابست، والآخر لجسر على نهر دورو في البرتغال. كانت المحطة في بودابست عبارة عن تصميم مبتكر. كان النمط المعتاد لبناء محطة السكك الحديدة هو إخفاء الهيكل المعدني وراء واجهة مفصلة بعناية: استخدم تصميم إيفيل في بودابست الهيكل المعدني كمركز للمبنى، محاطًا من كلا جانبيه بهياكل حجرية تقليدية مغلقة بالطوب تضم مكاتب إدارية.
جاء الجسر فوق دورو نتيجة لمنافسة عقدت من قبل الشركة الملكية البرتغالية للسكك الحديدية. كانت المهمة صعبة، إذ كان النهر يتدفق بشدة بعمق يصل إلى 20 مترًا، وكان قاعه مكونًا من طبقة عميقة من الحصى، مما جعل من المستحيل بناء الأرصفة البحرية على قاع النهر، وبالتالي كان لا بد من أن يكون للجسر طول بحر مركزي يبلغ 160 مترًا. كان هذا أعظم من أطول بحر لقوس بُني في تلك الفترة. كان اقتراح إيفل عبارة عن جسر يدعم منصته خمسة دعامات حديدية، مع وجود دعامات للزوج على ضفة النهر تحمل أيضًا قوسًا داعمًا مركزيًا. السعر الذي قدمه إيفيل كان 965,000 فرنك فرنسي وهو أقل بكثير من أقرب منافس له، لذلك فقد حصل على العقد على الرغم من أن شركته كانت أقل خبرة من شركات منافسيه، ولذلك فقد عينت السلطات البرتغالية لجنة لفحص ملاءمة شركة إيفل للعمل. كان من بين أعضاء اللجنة جان بابتيست كرانتس وهنري ديون وليون مولينوس، الذين كانوا على معرفة بإيفيل لفترة طويلة، فجاء تقريرهم إيجابيًا وحصل إيفل على العمل. بدأ العمل في الموقع في يناير من عام 1876 وانتهى بحلول نهاية أكتوبر من عام 1877: افتتح الجسر في 4 نوفمبر من قبل الملك لويس الأول والملكة ماريا بيا التي سُمّي الجسر تيمنًا بها.
رسخ المعرض العالمي في عام 1878 سمعته كواحد من المهندسين الرواد في ذلك الوقت. بالإضافة إلى عرض نماذج ورسومات الأعمال التي أنجزتها الشركة، كان إيفل مسؤولًا أيضًا عن بناء العديد من مباني المعرض. كان واحد من بين هذه المباني، جناح شركة باريس للغاز، وهو أول تعاون بين إيفيل وستيفن سوفيستر، الذي أصبح في وقت لاحق رئيس المكتب المعماري للشركة.
فضّ إيفيل شراكته مع سيريغ في عام 1879، وتغير اسم الشركة إلى شركة مؤسسة إيفيل. في نفس العام، حصلت الشركة على عقد لجسر غارابيت، وهو جسر سكة حديد بالقرب من رويز أون مارغيريد في مقاطعة كانتال. مثلما جسر دورو، انطوى المشروع على جسر يقطع الوادي وكذلك النهر نفسه، وقد منح إيفيل العمل دون أي مناقصة تنافسية بسبب نجاحه في الجسر الذي أنشأه فوق نهر دورو. ولمساعدته في العمل، وظف العديد من الأشخاص الذين سيلعبون دورًا هامًا في تصميم وإنشاء برج إيفيل، بمن فيهم موريس كوزلين، وهو خريج شاب من المعهد الفدرالي السويسري للتكنولوجيا في زيورخ، فشارك في إجراء الحسابات ورسم الرسومات، وإميل نوغوييه الذي كان قد عمل مع إيفيل سابقًا في بناء جسر دورو. في نفس العام بدأ إيفيل العمل على نظام الجسور الجاهزة الموحدة، وهي فكرة قد جاءت نتيجة محادثة مع حاكم كوشين- الصين. استخدمت هذه الجسور عددًا من المكونات القياسية، التي كانت صغيرة بما يكفي لنقلها بسهولة إلى المناطق ذات الطرق الفقيرة أو غير المنشأة بعد، وقد جُمعت مع بعضها باستخدام البراغي بدلاً من البراشم لتقليل الحاجة إلى العمالة الماهرة في الموقع. أُنتج عدد من أنواع مختلفة من الجسور تراوحت بين جسور المشاة إلى جسور السكك الحديدية القياسية.
اتصل أوغست بارتولدي في عام 1881، مع إيفيل إذ كان بحاجة لمهندس يساعده على تنفيذ تمثال الحرية. كان يوجين فيوليه لو دوك قد نفز مسبقًا بعضًا من العمل، لكنه توفي في عام 1879. اختير إيفيل بسبب تجربته مع إجهادات الريح. ابتكر إيفيل هيكلًا يتكون من صرح ذو أربع أرجل لدعم الأغطية النحاسية التي شكلت جسم التمثال. أُنشئ التمثال بكامله في ورشات عمل إيفيل في باريس، قبل تفكيكه وشحنه إلى الولايات المتحدة.
في عام 1886، صمم إيفيل قبة مرصد نيس الفلكي. كان هذا المبنى هو الأكثر أهمية ضمن مجمع من تصميم تشارلز غارنييه، الذي أصبح فيما بعد من أبرز النقاد للبرج. كانت القبة التي بلغ قطرها 22.4 مترًا، الأكبر في العالم عند بنائها، وقد استخدمت جهاز محمل رائع، وبدلًا من العمل على العجلات أو البكرات، كانت مدعمة من خلال عارضة مجوفة على شكل حلقة عائمة في حوض دائري يحتوي على محلول من كلوريد المغنيسيوم في الماء. حصل إيفل بفضل هذا العمل على براءة اختراع في عام 1881.

## أواخر حياته
في عام 1889 تعرض إيفل لفضيحة مالية مع فرديناند دي لسبس في مشروع قناة بنما، لكن تم تبرئته لاحقا منها. وعلى أثر هذه الفضيحة، قرر إيفل أن يتفرغ تماما للبحث العلمي، وقد قضي بالفعل الثلاثين عاما الأخيرة من عمره يعمل في أبحاث مقاومة المباني للرياح وتصميم نفق الرياح، حتى توفي في منزله بباريس عن 91 عاما حافلة بالعطاء والتميز.

## أشهر أعماله
- مرصد نيس (1879-1886)
- تمثال الحرية (1885-1886)
- برج إيفل (1887-1889)